# Алвес Орта, Амаури
Амаури Алвес Орта (порт. Amaury Alvès Horta; род. 21 августа 1942, Сабара) — бразильский футболист, нападающий.

## Карьера

### Клубная карьера
Во взрослом футболе дебютировал в 1958 году в клубе «Америка Минейро». 
В 1963 году перешёл в клуб «Комерсиал» (Рибейран-Прету), где провёл следующие четыре сезона своей игровой карьеры. В 1967 году стал игроком клуба «Атлетико Минейро», с которым в 1970 году стал чемпионом Минас-Жерайса. Завершил карьеру футболиста в 1972 году в клубе «Америка Минейро», куда вернулся в 1971 году.

### Карьера в сборной
24 марта 1963 года дебютировал в официальных матчах в составе национальной сборной Бразилии в матче чемпионата Южной Америки против сборной Аргентины. Он также принял участие во втором матче своей команды на турнире против сборной Эквадора. Последний раз сыграл за сборную 19 декабря 1968 года в товарищеском матче против Югославии, в котором забил свой единственный гол за национальную команду.

## Достижения
«Атлетико Минейро»
- Чемпион Минас-Жерайса: 1970